# Classe de personnage
Une classe de personnage représente, dans le jeu de rôle et le jeu vidéo, des personnages partageant des caractéristiques communes qui peuvent être :
- pour le jeu vidéo : la vitesse de déplacement, l’équipement initial, l’apparence ou d’autres attributs ;
- pour le jeu de rôle : une fonction ou métier (guerrier, magicien...), des avantages et des limites en termes de caractéristiques et de compétences.

## Jeu de rôle sur table

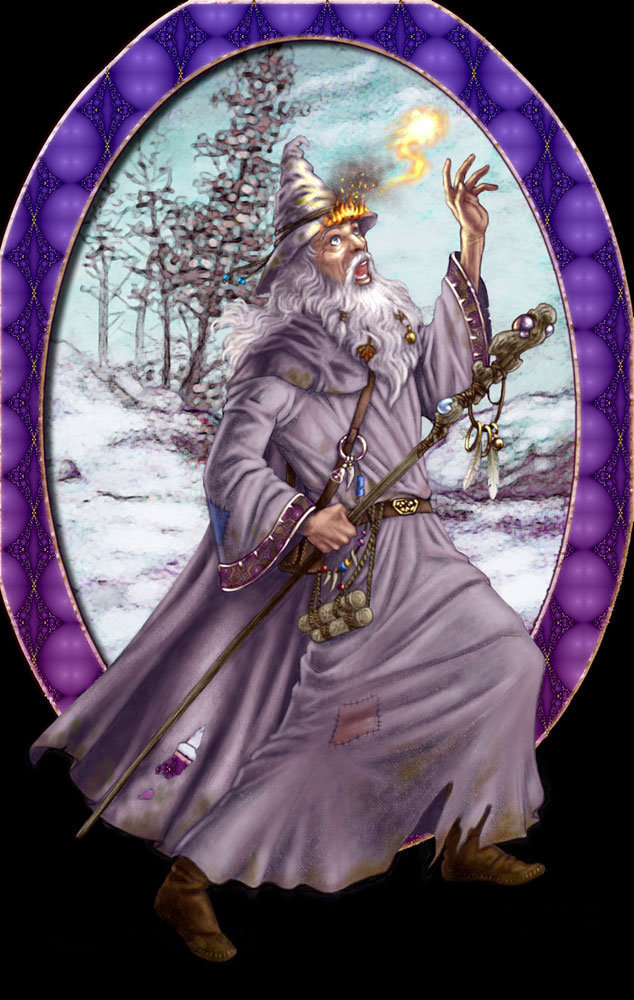
Représentation usuelle du mage dans l’univers des jeux de rôle médiévaux fantastiques : en robe, chapeau pointu et un bâton qui lui sert à se défendre et à lancer des sortilèges.

La notion de « classe » a été le premier mécanisme utilisé pour distinguer les personnages de jeu de rôle, dans le jeu  Donjons et Dragons en 1974. Le premier jeu à s’en libérer fut RuneQuest en 1978.
De fait, on distingue typiquement quatre types de jeux en fonction du statut qu’y tient la classe :
- la classe est éminemment qualifiante : le personnage est déterminé quasiment entièrement par sa classe et son niveau, les autres paramètres (comme les « caractéristiques ») n’étant que des ajustements à la classe ; la classe et le niveau déterminent alors les capacités à réussir telle ou telle action ; citons comme exemples :
  - la première version de Donjons et Dragons[1],
  - la première version de L’Œil noir[2],
  - Warhammer qui permet aux joueurs de changer de classe en cours de route à l’aide du concept de carrière[3] ;
- la classe est un cadre : les capacités à réussir une action (les « compétences ») sont des scores, et l’appartenance à une classe permet de choisir certaines compétences ou facilite leur acquisition ; citons comme exemples : 
  - la troisième édition de Donjons et Dragons avec le d20 System[4],
  - le système Palladium[5],
  - Rolemaster[6] ;
- la classe est un archétype sur lequel va se construire le personnage : il s’agit d’une simplification, l’ajustement d’un archétype étant plus facile que la création ab initio ; citons comme exemple :
  - le D6 System[7],
  - EW-System[8],
  - Défis fantastiques, le jeu de rôle ;
- la notion de classe n’existe pas ; citons comme exemples :
  - Basic Role-Playing et autres jeux utilisant le système Chaosium,
  - Rêve de Dragon,
  - GURPS,
  - Mega[9].

Certains jeux introduisent la notion de « concept de personnage » : il s'agit de la description stéréotypée, en quelques mots, du personnage, mais qui n'a aucune incidence sur les règles du jeu. C'est le cas par exemple de Wuxia ou de Qin. Le concept offre un guide pour le joueur lors de la création du personnage et de son interprétation.

### Personnage multi-classé
Un personnage multi-classé est un terme utilisé dans les jeux de rôle. Il correspond à la possibilité donnée dans les règles du jeu de panacher deux classes qui, d’ordinaire, offrent des possibilités très différentes si elles sont suivies simplement.
Les personnages dans le jeu de rôle Warhammer sont naturellement multi-classés par le système des carrières.

## Jeu vidéo
Dans certains jeux de tir à la première personne, comme Battlefield 1942, Wolfenstein: Enemy Territory et Team Fortress, ainsi que dans de nombreux jeux vidéo de rôle, le joueur doit en début de partie choisir une classe qu’il incarnera dans le jeu. Son choix influera sur le gameplay de la partie.
Les classes de personnages sont alors un moyen simple et rapide d’exprimer le style de jeu souhaité, tout en évitant la création d’une fiche de personnage détaillée comme cela existe dans les jeux de rôle.
Certains jeux cherchent à se détacher de ce système, par exemple The Secret World.

## Intérêt de la notion
Une classe est un stéréotype. De fait, il permet au joueur de facilement cerner le personnage : quelles sont ses capacités, quelle est sa manière de voir le monde, ses relations avec les autres, pour quelles raisons il part à l'aventure…
La spécialisation des personnages en classes induit bien souvent un impératif de complémentarité au sein des équipes de personnages de jeu de rôle. Afin de faire face à toutes les situations, chacun possède une spécialité : force de frappe au contact ou à distance, capacité à guérir les blessures, capacité à la discrétion, à détecter les pièges, magie… Ainsi, la notion de classe permet au joueur de bien identifier la place de son personnage dans l'équipe, et facilite l'élaboration de stratégie de résolution de problèmes (notamment pour les combats).
Cela permet aussi au meneur de jeu ou au concepteur du scénario de calibrer l'aventure : il connaît les capacités a priori des personnages, et peut créer des épreuves qui donneront de l'importance à chaque personnage. Chaque joueur a ainsi la possibilité de faire progresser l'intrigue, de s'impliquer dans l'aventure.
On retrouve l'impératif de complémentarité dans les jeux vidéo (tant jeux de rôle que de tir subjectif), essentiellement quand la mécanique du jeu favorise la coopération entre joueurs d’une même équipe.

## Limitations
Le principal écueil de la notion est le risque de s'enfermer dans un stéréotype, ce qui peut provoquer une lassitude. Dans le cas d'un jeu de rôle sur table, les joueurs, et le meneur de jeu, ont bien sûr la possibilité de s'abstraire des clichés et de développer des personnages originaux et riches ; cependant, si les règles n'incitent pas à le faire, certains joueurs risquent de leur reprocher de « ne pas jouer le jeu ».